# Шесть дней Кондора
«Шесть дней Кондора» (англ. Six Days of the Condor) — шпионский триллер американского журналиста Джеймсa Грейди, впервые опубликованный в 1974 году нью-йоркским издательством W. W. Norton & Company. История — сюжетная драма, местом действия которой является современный Вашингтон (округ Колумбия). Она значительно отличается от киноверсии «Три дня Кондора» (1975). Затем последовал второй роман Грейди «Тень Кондора», выпущенный в 1978 году. Ещё два сиквела, «Последние дни Кондора» и «Следующий день Кондора», вышли в 2014 и 2015 годах соответственно. «Шесть дней Кондора» является дебютным романом Джеймса Грейди, ранее известного как журналиста-следователя.
На русском языке роман впервые был издан московским издательством «Молодая гвардия» в 1984 году в серии «Зарубежный детектив».

## Сюжет
Рональд Малкольм работает в Американском литературно-историческом обществе в Вашингтоне (округ Колумбия). На самом деле он сотрудник ЦРУ, а под видом безобидной общественной организации скрывается засекреченная секция 9 отдела 17, занимающаяся анализом сюжетов детективных и шпионских романов. Однажды коллега Малькольма Рич Хейдеггер рассказывает ему о странной пропаже двух ящиков с книгами, закупленных для их секции. Не придав значения мелкой, с его точки зрения, ошибке, Малкольм спокойно продолжает свою работу. На следующий день он отправляется в расположенный по соседству ресторан, чтобы купить бутерброды на обед. Вернувшись, Малкольм обнаруживает, что в его отсутствие группа неизвестных убила всех его коллег. Понимая, что оказался в серьёзной опасности, он звонит в штаб ЦРУ по телефону для чрезвычайных ситуаций.
Дозвонившись, Малкольм называет своё кодовое имя «Кондор» и докладывает о налёте на офис. Ему сообщают о необходимости встретиться с агентом по имени Уэзерби, который должен обеспечить его защиту. На самом деле Уэзерби является частью группы, виновной в смерти сотрудников 9-й секции. Теперь он пытается убить Малкольма, который убегает, спасая свою жизнь. Безобидный аналитик, не зная, кому он может доверять, вынужден использовать все свои умения и знания, чтобы ускользнуть как от цэрэушников-наркоторговцев, так и от руководства ЦРУ.
В поисках убежища Малькольм похищает Уэнди Росс, помощницу юриста, случайно подслушав, как она рассказывает о своих планах провести каникулы в своей квартире, что позволяет ему надеяться, что никто не заметит её отсутствия. Он быстро завоевывает доверие девушки, и она помогает ему в его стараниях остаться в живых и узнать больше о силах после него. Всё же враги обнаруживают убежище Малькольма, но ему вновь удаётся избежать смерти. При этом Росс была серьёзно ранена, Малкольм считает её мёртвой и лишь позже узнает, что она выжила.
В конце концов Малькольм попадает в руки убийц, но неожиданно ему на помощь приходит Винсент Дейл Мароник, по словам одного из персонажей романа, «лучший оперативный агент и „свободный художник“ нашего времени». В различные периоды он работал на спецслужбы Англии, Италии, ЮАР, Конго, Канады и ЦРУ, позднее стал сотрудничать с группой Уэзерби. Будучи недовольным действиями своих сообщников и опасаясь их, Мароник решает выйти из дела и уехать на Ближний Восток. Для этого он спасает Малькольма и рассказывает ему правду о группе Уэзерби. Оказывается, вот уже пять лет в рамках ЦРУ действует группа цэрэушников-изгоев, занимающихся контрабандой наркотиков из Лаоса и использующих для этого секретные каналы американской контрразведки. Именно эта группа ответственна за убийства сотрудников 9-й секции, совершённые ими после того, как Хейдеггер случайно обнаружил следы их махинаций. Во главе преступников стоит Роберт Т. Этвуд, бывший офицер ВМС США.
Обезвредив Этвуда и сдав его властям, Малькольм отправляет по почте письмо для ЦРУ, в котором изложил всё, что знал, после чего едет в Национальный аэропорт, где убивает Мароника, отомстив ему за убитую, как он тогда думал, Уэнди Росс. Ликвидировав убийцу, Малькольм связался с ЦРУ, попросив забрать его из аэропорта.

## Экранизации
- В 1975 году на экраны вышел фильм «Три дня Кондора», снятый Сидни Поллаком по сценарию Лоренцо Семпла и Дэвида Рэйфила. Главные роли исполнили Роберт Редфорд, Фэй Данауэй и Клифф Робертсон. Фильм номинировался на премию «Оскар» в категории «Лучший монтаж». В СССР фильм вышел в прокат в 1981 году и пользовался большим успехом.
- В марте 2015 года Skydance Media в партнёрстве с MGM Television[англ.] и Paramount Television[англ.] объявили о намерении снять сериал, римейк фильма «Три дня Кондора».[3]
- В июне 2018 года на канале Audience[англ.] вышел в эфир 10-серийный сериал «Кондор», адаптированный из смеси романа «Шесть дней Кондора» и фильма «Три дня Кондора», выпущенный совместно MGM Television и Skydance TV. Роль Кондора/Джо Тернера исполнил Макс Айронс.[4]